# Bernhard Sachsse
David Otto Bernhard Sachsse (* 12. Mai 1864 in Leipzig; † nach 1914) war Rittergutsbesitzer und Mitglied des Deutschen Reichstags.

## Leben
Sachsse besuchte die Gymnasien in Leipzig und Altenburg und studierte in Heidelberg, Berlin und Leipzig Nationalökonomie. Er erlernte von 1882 bis 1884 die Landwirtschaft praktisch auf der Domäne Lutter am Barenberge im Herzogtum Braunschweig. Von 1887 bis 1914 war er Rittergutsbesitzer in Merschwitz. 
Weiter war er Gutsvorsteher und Standesbeamter sowie ab 1890 Mitglied der Bezirksversammlung der Amtshauptmannschaft Großenhain.
Von 1893 bis 1898 war er Mitglied des Deutschen Reichstags für den Wahlkreis Königreich Sachsen 10 (Döbeln, Nossen, Leisnig) und die Deutschkonservative Partei.